# Rasmus Luthander
Rasmus Luthander, född den 17 september 1989, är en svensk skådespelare. Han gjorde sin filmdebut i Låt den rätte komma in 2008 och är del av den fasta ensemblen på Dramaten.. För sin roll som Andy i Från djupet av mitt hjärta nominerades han till Rising Star på Stockholms filmfestival 2015.

## Filmografi
- 2008 – Låt den rätte komma in
- 2015 – Från djupet av mitt hjärta
- 2016  – Springfloden
- 2018  – Uppsalakidnappningen
- 2018  – Sthlm Rekviem
- 2019  – De dagar som blommorna blommar

## Teater

### Roller (ej komplett)
| År   | Roll                          | Produktion                                                                   | Regi                    | Teater                   |
| ---- | ----------------------------- | ---------------------------------------------------------------------------- | ----------------------- | ------------------------ |
| 2014 | Hans                          | Hans och Greta Martina Montelius                                             | Sally Palmquist Procopé | Dramaten                 |
| 2015 | Sebastian                     | Trettondagsafton (Twelfth Night, or What You Will) William Shakespeare       | Åsa Melldahl            | Dramaten                 |
| 2015 |                               | Potatisrebellerna Magnus Lindman                                             | Agneta Ehrensvärd       | Dramaten                 |
| 2016 | Petja                         | Pussy Riot Irena Kraus                                                       | Malin Stenberg          | Dramaten                 |
| 2017 | Haimon                        | Antigone (Ἀντιγόνη) Sofokles                                                 | Eirik Stubø             | Dramaten                 |
| 2018 | Valère                        | Tartuffe (Tartuffe, ou l'Imposteur) Molière                                  | Staffan Valdemar Holm   | Dramaten                 |
| 2018 | Sebastian                     | Riten Ingmar Bergman                                                         | Emil Graffman           | Dramaten                 |
| 2019 | Bortbytingen                  | Bortbytingen Sara Bergmark Elfgren efter Selma Lagerlöf                      | Tobias Theorell         | Dramaten                 |
| 2019 | Hippolytos                    | Fedra/Hippolytos Lucius Annaeus Seneca Euripides Jean Racine                 | Tatu Hämäläinen         | Dramaten                 |
| 2020 | Kardinalen                    | Furstinnan av Amalfi (The Duchess of Malfi) John Webster                     | Suzanne Osten           | Dramaten                 |
| 2021 | Konstantin                    | Måsen (Чайка, Tjajka) Anton Tjechov                                          | Lyndsey Turner          | Dramaten                 |
| 2022 | Benjamin Braddock             | Mandomsprovet (The Graduate) Terry Johnson                                   | Sunil Munshi            | Kulturhuset Stadsteatern |
| 2022 |                               | Människor slukar allt de älskar Annika Nyman                                 | Gustav Englund          | Kulturhuset Stadsteatern |
| 2023 | Kör Talthybios                | Perserna/Trojanskorna (Πέρσαι, Persai/Τρῳάδες, Trōiades) Aischylos/Euripides | Karl Dunér              | Dramaten                 |
| 2024 | Oswald Lucas, regiassistenten | Kung Lear (King Lear) William Shakespeare                                    | Falk Richter            | Dramaten                 |
| 2024 | Al                            | Vredens druvor (Grapes of Wrath) John Steinbeck                              | Mina Salehpour          | Dramaten                 |